# Poyes
Poyes est un district coutumier de Nouvelle-Calédonie.

## Description
Le district comptait en 2014 916 habitants. Il compte les tribus de Congouma, Paola-Poyes, Tuai (Tiouae), Tiouandé, Ouanache et Pombeï.

## Histoire
Entre 1908 et 1932, la position de grand chef dans le district de Poyes et Tipindjé est supprimée et les tribus de Poyes, Oué Hava, Ouen Kout, Tiouandé, Ouanache, Congouma, Tuaï et Paola sont considérées comme indépendantes.
Un des chefs charismatiques du district a été Kowi Bouillant (1866-1975).